# Casa Targaryen
La casa Targaryen es una familia noble ficticia perteneciente a la saga de literatura fantástica Canción de hielo y fuego. Los Targaryen escaparon de la destrucción de Valyria para asentarse en Rocadragón, desde donde Aegon I conquistó Poniente. A partir de este acontecimiento gobernaron como reyes durante aproximadamente 283 Años. Estaban instalados en la capital del reino Desembarco del Rey y en el castillo de Rocadragón. Su escudo es un dragón de tres cabezas de gules arrojando llamas en campo de sable, y su lema es "Fuego y sangre".

## Historia

### Orígenes
La Casa Targaryen remonta sus orígenes hasta Valyria, siendo una de las grandes familias que gobernaban el Feudo Franco de Valyria. 100 años antes de que se produjera la Maldición de Valyria, los Targaryen se establecieron en la isla-fortaleza de Rocadragón, una isla situada en el Mar Angosto cercana a la costa oriental de Poniente. En la obra se afirma que Daenys Targaryen "la soñadora", hija de Aenar Targaryen, había tenido un sueño profético acerca de la destrucción de Valyria doce años antes de la catástrofe, por lo que su padre, Aenar, decidió mudar a la familia junto a sus cinco dragones a la isla de Rocadragón. Familias amigas como los Velaryon o los Celtigar viajaron junto a los Targaryen hacia Poniente asentándose en otras islas.
Es debido a su origen que los Targaryen poseen unos rasgos característicos: la mayoría de sus miembros tienen el cabello platino y los ojos violetas, lilas o índigo, esto se debe a que mantuvieron la costumbre ancestral de contraer matrimonios endogámicos, a fin de mantener la «pureza de la sangre».
Al igual que habían hecho los valyrios, los Targaryen criaron y entrenaron dragones para la batalla. Tras la Maldición, los dragones desaparecieron, exceptuando por los tres que aún quedaban en posesión de la Casa Targaryen en tiempos de Aegon el Conquistador: Balerion, Vhagar y Meraxes. Estos dragones resultaron ser decisivos en la guerra que los Targaryen mantuvieron por conquistar los Siete Reinos.

### El apogeo
Tras la muerte de Aegon, el trono lo heredó su hijo mayor, Aenys, un rey débil e indeciso que delegó el gobierno en su Mano del Rey, su medio-hermano Maegor. Por entonces, el brazo armado de la Fe de los Siete se rebeló contra la autoridad de los Targaryen oponiéndose a sus prácticas endogámicas e incestuosas. Tras la muerte de Aenys, Maegor usurpó el trono y llevó a cabo prácticas brutales para acabar con la Fe. La crueldad de Maegor acabó pasándole factura cuando muchos señores se levantaron contra él y decidieron apoyar a Jaehaerys, el hijo del difunto Aenys; solo y sin apoyos, Maegor fue hallado muerto sentado en el Trono de Hierro.
Con Jaehaerys, se inicia el período de mayor esplendor de la dinastía Targaryen. Jaehaerys reinaría durante más de 50 años; la sabiduría y dotes diplomáticas de Jaehaerys fueron reconocidas en todos los Siete Reinos y, junto a su hermana esposa Alysanne, llevaron a los Siete Reinos al período de mayor paz y prosperidad de su historia.
A su muerte, Jaehaerys fue sucedido por su nieto Viserys, después de celebrarse dos Grandes Consejos para decidir a su sucesor, luego de que todos sus hijos varones murieran. Viserys continuó la política conciliadora de su abuelo, y con él, los Targaryen nunca tuvieron tantos miembros ni tantos dragones; por ello, Rocadragón fue apodada «Nueva Valyria». Sin embargo, la falta de herederos varones de Viserys fue un problema que a la larga derivó en un masivo conflicto sucesorio entre Rhaenyra, su única hija con su primera esposa, y Aegon, su primogénito con su segunda esposa Allicent de la casa Hightower.

### Danza de los Dragones
Rhaenyra Targaryen, hija de Viserys I y su primera esposa, Aemma Arryn —Targaryen por parte de su madre, Daella Targaryen, y Arryn por parte de su padre, Rodrik Arryn —, fue proclamada Heredera del Trono de Hierro tras la muerte de su hermano recién nacido Baelon "el heredero por un día" junto a la de su madre, la reina Aemma Arryn. Después de esto, el Rey Viserys fue presionado  a casarse de nuevo para buscar un heredero, la principal candidata fue Laena Velaryon, hija de su prima, Rhaenys Targaryen —llamada también la "Reina que nunca fue— y Corlys Velaryon, el mayor navegante del país, pero al final se decidió por Alicent Hightower, hija de Otto Hightower, la Mano del Rey, y sobrina del señor de Antigua.
Alicent tuvo 4 Hijos con el rey Viserys I, los príncipes Aegon, Aemond y Daeron, y la princesa Helaena. Siendo Aegon el mayor de todos. 
Luego, Rhaenyra se casó con Laenor Velaryon, hijo de Rhaenys y Corlys, y tuvo 3 hijos con ella: Jacaerys, Lucerys y Joffrey, los cuales se cree que eran Bastardos de Ser Harwin Strong. Tiempo después, Daemon Targaryen (hermano menor del rey), pierde a su esposa Laena Velaryon en medio del parto, y Laenor muere en Marcaderiva.  
Daemon se casa con su sobrina Rhaenyra, teniendo otros 3 hijos con ella: Aegon, Viserys y Visenya (que nace muerta). 
El rey Viserys I muere después de una Larga Enfermedad de Lepra que lo Había afectado por más de 15 Años, al día siguiente Alicent reunió un Consejo en el que conspiraron en contra de Rahenyra la legítima heredera al trono de hierro, la Viuda Reina decía: "Cuando la Alma de nuestro Rey se iba, soltó su Último suspiro diciendo que Quería que su Primer Hijo Varón Aegon El joven Dragón lo Sucediera después de su Muerte" confundiendo sus palabras antes de su lecho de muerte.
El Consejo Privado preparó la Coronación de Aegon, Al final una Semana después de la Muerte de Viserys fue Coronado por el Septon Supremo En Pozo Dragón Frente a 30,000 Personas. Acto después la Reina que nunca fue Rhaenys Destruía Pozo Dragón con su Dragón Meleys La Reina Roja huyendo hacia Rocadragon.
Rhaenys llevó las Noticias a Rhaenyra quien mandó a sus Dos Hijos mayores Jacaerys a Invernalia y a Nido de Águila y a su Hijo Lucerys a Bastión de Tormentas. Pero también Aemond el Tuerto había ido a Bastión de Tormentas Para ofrecer un Matriomonio con una de las Hijas de Boros Baratheon, cuando estaban Platicando los planes de su Matrimonio Llegó Lucerys Sin un Matrimonio que Ofrecer Por su Compromiso con su prima, Baela Velaryon. Lord Boros lo despidió con duras Palabras como: "Hay Cachorro vienes sin nada que Ofrecer, anda y dile a Tu Madre que no soy un Perro para Mandarlo a sus Juegos" Lucerys Se fue pero Aemond lo persiguió por "Venganza" El dragón de Lucerys era Más Rápido que la Vieja Vhagar pero ese día Hubo una Gran Lluvia en la Que al final la Gigante Vhagar partió en 2 a Arrax el Dragón de Lucerys Muriendo en el Proceso Con esto Iniciando La danza de Dragones.

### La extinción de los dragones
Tras el fin de los problemas derivados de la Danza de los Dragones, Aegon III asumió el reinado efectivo. Si bien él y su hermano Viserys gobernaron exitosamente los reinos durante 25 años, su carácter frío y reservado le hicieron impopular ante el pueblo. El hecho más característico de su reinado sería la muerte del último dragón vivo. En la saga, las hipótesis  acerca de este suceso son muchas; unas culpan al propio Aegon III debido al odio que este tenía a los dragones y otras afirmaban que el hecho de vivir en cautividad volvió a los dragones débiles.
A la muerte de Aegon III le sucedería su hijo mayor, Daeron el Joven Dragón, que protagonizaría una efímera conquista de Dorne y moriría tratando de conservarlo. Le sucedería su hermano Baelor, septón además de rey, célebre por su fanatismo religioso y su gran piedad. Obra de Baelor fue la firma de la paz entre el Trono de Hierro y Dorne, e incluso el compromiso de su primo Daeron con una princesa Martell. Baelor falleció durante uno de sus numerosos ayunos y fue sucedido por su tío, Viserys II, que llevaba ejerciendo como Mano del Rey desde su hermano Aegon III. Viserys apenas reinó unos meses antes de morir.

### Las Rebeliones Fuegoscuro
Aegon IV Targaryen, hijo de Viserys II, fue un rey conocido por la gran cantidad de bastardos que había engendrado. Fruto de su infeliz matrimonio con su hermana-esposa Naerys nació Daeron, su único hijo. Aegon, conocido con el apodo de «El Indigno», propagó rumores afirmando que Daeron era hijo de su hermano Aemon, y no suyo. Por ello, en su lecho de muerte legitimó a varios de sus bastardos, afirmando muchos que con la intención de que fuera uno de sus bastardos, Daemon Fuegoscuro, quien lo sucediera.
Daeron II se convirtió en Rey de los Siete Reinos, y debido a que estaba casado con una princesa Martell, suponía la unión oficial de Dorne a los Siete Reinos. De esa forma, se completaba la tarea que los Targaryen tenían pendiente desde Aegon el Conquistador. Sin embargo, el reinado de Daeron II no fue bien recibido por todos, pues afirmaban que la influencia dorniense en la corte alcanzaba cotas intolerables, y no gustaban del carácter erudito y pacifista de Daeron. Por ello, muchos empezaron a fijarse en el hijo bastardo legitimado de Aegon IV, Daemon, a quien creían la reencarnación de Aegon el Conquistador.
Daeron ascendió al trono, en un principio, sin mayores problemas, pero tras unos años, Daemon se rebeló y recabó apoyos para arrebatarle el trono. En la Batalla del Campo Hierbarroja, Daemon y sus partidarios fueron derrotados por los leales a Daeron, muriendo en la batalla el propio Daemon y sus dos hijos mayores. Sin embargo, los descendientes de Daemon fueron llevados a las Ciudades Libres por Aegor Ríos, otro de los bastardos legitimados de Aegon IV. Brynden Ríos, otro de los Grandes Bastardos de Aegon, ejerció de Mano del Rey por entonces, sofocando una nueva rebelión Fuegoscuro llevada a cabo por Daemon II Fuegoscuro. 
Durante el reinado de Aerys I se produjo la Tercera Rebelión Fuegoscuro, sofocada de nuevo.
Maekar I reinó tras Aerys, y a este le siguió Aegon V el Improbable. Durante los primeros años de reinado de Aegon se produjo la Cuarta Rebelión Fuegoscuro, disuelta con facilidad, pues la causa de los Fuegoscuro ya empezaba a ser olvidada.
El linaje de la Casa Fuegoscuro no llegaría a su fin hasta el reinado de Jaehaerys II, cuando Maelys el Monstruoso murió a manos de Ser Barristan Selmy en la Guerra de los Reyes Nuevepeniques.

### Gran Consejo
Tras la muerte del rey Maekar I, hubo un problema sucesorio. Maekar había tenido cuatro hijos, pero ninguno de ellos era realmente apto para gobernar: su hijo mayor Daeron había muerto hacía años debido a una enfermedad de transmisión sexual que contrajo de una prostituta, su segundo hijo Aerion falleció al beber una copa de fuego valyrio creyendo que se transformaría en dragón, su tercer hijo Aemon era maestre en la Ciudadela, y su cuarto hijo Aegon era considerado demasiado joven. Para decidir al nuevo Rey de los Siete Reinos se convocó un Gran Consejo, como ya se había hecho en el reinado de Jaehaerys I el Conciliador.
El Gran Consejo decidió desechar a la hija mentalmente retrasada de Daeron y al hijo recién nacido del cruel e inestable Aerion. Ofrecieron la corona al maestre Aemon, el cual la declinó afirmando que sus votos se lo prohibían. Sin más candidatos, el trono fue ofrecido a Aegon, el hijo menor del rey Maekar, siendo coronado como Aegon V; por su condición de cuarto hijo de un cuarto hijo, fue apodado Aegon el Improbable.

### Los últimos reyes Targaryen
Aegon V reinaría durante 25 años, muriendo junto a su hijo y heredero y al Comandante Ser Duncan el Alto en la Tragedia de Refugio Estival, cuando trataban de eclosionar huevos de dragón. Aegon fue sucedido por su enfermizo hijo Jaehaerys, que reinaría muy pocos años antes de morir. Su sucesor fue el último rey de la dinastía Targaryen: Aerys II.
Aerys gobernó conjuntamente con Lord Tywin Lannister como mano del rey en los Siete Reinos de forma exitosa durante 20 años. Sin embargo, el rey Aerys descendió cada vez más en la locura y la paranoia, lo que hizo que Lord Tywin renunciara a su puesto de Mano del Rey y Aerys comenzara a ver cada vez más traidores por todas partes. El punto álgido de la locura de Aerys llegó cuando ordenó ejecutar a Lord Stark y a su hijo y heredero. Tras demandar que le fueran entregadas también las cabezas de Robert Baratheon y Eddard Stark, las Casas Baratheon, Stark, Arryn y Tully se levantaron en abierta rebelión contra el Trono de Hierro. El príncipe Rhaegar Targaryen hijo del rey Aerys II residío en rocadragón un tiempo, el cual un día secuestro a Lyanna Stark y la llevó hasta Dorne, tiempo después murió en la Batalla del Tridente en pelea contra Robert Baratheon y Desembarco del Rey caería a manos de las tropas de Lord Tywin Lannister. El rey Aerys fue asesinado por su Guardia Real Jaime Lannister el cual fue llamado como El matareyes.
Robert Baratheon ordenó asesinar a la esposa y los pequeños niños Targaryen quien se encontraban en Rocadragón, la madre murió dando luz a Daenerys Targaryen y su guardia leal tomó a los dos niños Daenerys y viserys y los llevó a las ciudades libres quedando sin protección y exiliados.
Viserys y Daenerys, hijos de Aerys, se convirtieron en los únicos miembros vivos de la Casa Targaryen. Robert Baratheon, líder de la rebelión, fue proclamado como Rey de los Siete Reinos, y la dinastía Targaryen, que se había iniciado 280 años atrás con Aegon el Conquistador, llegó a su fin.
Frente a los hechos de la serie Daenerys Targaryen después descubre que Jon Snow es hijo de su hermano el príncipe Rhaegar Targaryen y Lyanna Stark quien mantuvieron un romance secreto y consumaron matrimonio .
Jon Snow fue llamado Aegon VI legítimo heredero al trono de hierro y frente a los hechos finales de la serie el último de la casa Targaryen vivo.

## Miembros

### Aerys II Targaryen
Artículo principal: Aerys II Targaryen

### Viserys Targaryen
Artículo principal: Viserys Targaryen

### Daenerys Targaryen
Artículo principal: Daenerys Targaryen

### Rhaegar Targaryen
Artículo principal: Rhaegar Targaryen

### Aegon Targaryen
El príncipe Aegon Targaryen es el primer hijo y único varón del príncipe Rhaegar Targaryen y de la princesa Elia Martell, hermano menor de la difunta Rhaenys. Pretendiente al Trono de Hierro con el nombre de Aegon VI, se le daba por muerto durante el saqueo de Desembarco del Rey.
Aegon es descrito con los rasgos típicos de los Targaryen, se le estima entre 15 o 16 años. Es denominado como "larguirucho" pero que aún no ha alcanzado el pleno crecimiento. Posee ojos color violeta más oscuros que los de su padre con unas pestañas casi femeninas, pelo plateado y es descrito como muy atractivo. Fruto de la esmerada educación que ha recibido habla varios idiomas, incluyendo varios dialectos del Alto Valyrio; tiene conocimientos de matemáticas e historia y es considerado un joven inteligente y aplicado.
Aegon nació un día que un cometa rojo fue visto en cielo, lo que llevó a su padre, el príncipe Rhaegar, a creer que Aegon era el «Príncipe que fue Prometido». Al estallar la Rebelión de Robert, él, su madre y su hermana vivieron refugiados en la Fortaleza Roja hasta que Tywin Lannister entró en la capital y la tomó. Lord Tywin ordenó la muerte de los dos pequeños príncipes, y Aegon fue asesinado por Ser Gregor Clegane cuando le estampó la cabeza contra una pared, antes de violar y asesinar a su madre. Los cadáveres de los pequeños Aegon y Rhaenys fueron presentados por Tywin Lannister a Robert Baratheon en una capa Lannister como muestra de lealtad.
Según le cuenta Varys a Tyrion Lannister, sustituyó al bebé de Elia Martell por el hijo de un curtidor y después envió al pequeño Aegon más allá del mar Angosto a que permaneciera bajo los cuidados de Illyrio Mopatis, bajo la supuesta identidad de un joven llamado Griff. Después encontró a Jon Connington, quien había sido uno de los mejores amigos del príncipe Rhaegar, para que cuidara del niño y se encargara de su educación. Aegon se crio en las Ciudades Libres con el propósito de ser rey y en condiciones muy humildes. En algún momento, Aegon y sus consejeros: Jon Connington, la septa Lemore, Haldon y Ser Rolly Campodepatos coinciden con Tyrion Lannister que ha sido enviado hacia Volantis por el propio Illyrio Mopatis.

### Maestre Aemon
El maestro Aemon Targaryen fue el tercer hijo del rey Maekar I Targaryen. Convertido en maestre a los 19 años, Aemon Targaryen pasó a servir a la Guardia de la Noche como maestre durante el reinado de su hermano Aegon V el Improbable. Sirvió como maestre hasta su muerte con 102 años, siendo considerado el hombre más anciano de todo Poniente.
Aemon Targaryen fue el tercer hijo del rey Maekar I, siendo nombrado en honor al príncipe Aemon El Caballero Dragón. El rey Daeron II Targaryen, su propio abuelo, creyó que tener tantos potenciales herederos era peligroso, de modo que decidió enviar a Aemon a la Ciudadela para convertirse en maestre. Tras graduarse, Aemon se marchó a Rocadragón para servir como maestre a su hermano Daeron. Tras la muerte de este, Aemon regresó a la Ciudadela, hasta que la muerte de su padre dejó un vacío de poder. Se creó un Gran Consejo para decidir quién sería el nuevo Rey de los Siete Reinos; el Gran Consejo le ofreció la Corona, pero debido a que era maestre, Aemon la rechazó, de modo que fue coronado su hermano menor, Aegon. Para evitar convertirse en un arma esgrimida por los adversarios de su hermano, Aemon decidió irse a servir a la Guardia de la Noche.
Aemon sirvió como maestre del Castillo Negro durante las siguientes décadas. Fue testigo del fin de los Targaryen durante la Guerra del Usurpador, momento que el propio Aemon definió como la mayor prueba a sus votos que tuvo durante su vida.
Para cuando comienzan los sucesos de la saga, el maestre Aemon es un hombre muy anciano, prácticamente ciego y con problemas de movilidad, sin embargo, su mente y su oído eran tan agudos como en su juventud, y su experiencia y reputación eran intachables para todos cuantos le conocían. Aemon sirve como maestre al Lord Comandante Jeor Mormont y toma como mayordomo personal a Samwell Tarly, por recomendación de Jon Nieve. Es el propio Aemon quien advierte a Jon sobre sus votos cuando este planeaba huir tras enterarse de la muerte de Eddard Stark.
Aemon permanece en el Castillo Negro mientras el Lord Comandante dirige la Gran Expedición más allá del Muro. Jon Nieve regresa al Muro e informa de que los salvajes de Mance Rayder planean una gran ofensiva, y que el Lord Comandante y gran parte de miembros de la Guardia murieron en una emboscada de los Otros. Mientras se produce la Batalla del Castillo Negro, Aemon le pide a Jon que lidere a los defensores tras la muerte de Donal Noye. Tras la batalla, defiende a Jon Nieve de las acusaciones de Ser Alliser Thorne y Janos Slynt.
Jon Nieve es elegido Lord Comandante y decide enviar al maestre Aemon a Antigua junto a Samwell Tarly y el hijo recién nacido de Mance Rayder, ya que quería poner a todos aquellos que tuvieran sangre real lejos de Melisandre. El grupo viaja en barco, pero los estragos del viaje causan efecto en el anciano maestre, cuya salud empeora cada vez más. Su mente desvaría y rememora los años de su juventud, junto a sus hermanos Aegon y Daeron. Cuando oye hablar de Daenerys Targaryen y de sus dragones, Aemon afirma que ella es el Príncipe que fue Prometido y lamenta ser demasiado anciano y débil como para poder ir a su lado a aconsejarla y guiarla. Finalmente, el maestre Aemon muere a bordo del barco y sus restos son conservados en alcohol para poder darle un funeral apropiado nada más lleguen a Antigua.

## Los reyes Targaryen

### Aenys I Targaryen
Aenys Targaryen fue el sucesor de Aegon el Conquistador en el Trono de Hierro. Aenys fue un rey débil, indolente e indeciso durante cuyo reinado se produjo un incesante conflicto con la Fe de los Siete.
Se casó con la noble Alyssa Velaryon, con ella tuvo 6 hijos: Rhaena, Aegon, Viserys, Jaehaerys, Alyssane y Vaella. Fue jinete del Dragón Azogue.
El mundo de hielo y fuego menciona que fue el hijo del Conquistador con su hermana-esposa Rhaenys Targaryen. Su padre y su hermano Maegor eran guerreros natos, pero Aenys era muy distinto; desde niño poseyó un carácter débil y enfermizo que hizo que muchos cuestionaran la auténtica paternidad del rey.
El reinado de Aegon fue pacífico gracias al carisma y a las dotes de gobierno del Conquistador, pero a su muerte, el reino se convirtió en un hervidero. Aenys ascendió al trono tras la muerte de Aegon. Como rey, Aenys era pacifista y soñador, pero indeciso y temeroso de desagradar. Varios reyezuelos se levantaron a lo largo de Poniente oponiéndose al reinado de Aenys I, el cual siempre demostró una personalidad indecisa y una gran falta de personalidad.
La cuestión matrimonial era un asunto crucial. Los Targaryen mantenían relaciones incestuosas con el objetivo de mantener la «pureza de la sangre», pero cuando Aenys decidió poner en marcha estas prácticas, la Fe de los Siete se levantó en armas. Primero envió a su hermano Maegor, Mano del Rey, al exilio cuando contrajo un segundo matrimonio bígamo, sin embargo, cuando concertó el matrimonio de su hijo e hija mayor, las rebeliones se sucedieron. Aenys fue apodado como el «Rey Abominación» y muchos señores se levantaron contra él azuzados por la Fe; Aenys incluso se vio obligado a refugiarse en Rocadragón cuando Desembarco del Rey se demostró que no era segura.
Estando en Rocadragón, Aenys enfermó repentinamente. Su tía Visenya se encargó de cuidarlo, más el rey cada vez parecía empeorar más. Tras una repentina mejora, el rey falleció súbitamente en el año 42 DC.

### Maegor I Targaryen
Maegor Targaryen fue el sucesor de Aenys I en el Trono de Hierro. Fue más conocido como Maegor el Cruel. Fue el único hijo de Aegon el Conquistador con su hermana-esposa Visenya. Durante su reinado se finalizó la Fortaleza Roja, no sin ordenar eliminar a cualquiera que hubiera participado en su construcción; este acontecimiento está basado en la leyenda que afirma que el zar Iván el Terrible ordenó dejar ciegos a los constructores de la Catedral de San Basilio.
Maegor era reconocido como un guerrero nato ya desde su juventud; taciturno, inmisericorde, irascible y con tendencias crueles, nunca llegó a tener amigos cercanos. Domó al dragón Balerion a la muerte de su padre, al que consideraba el único dragón digno de que lo montara. Cuando su padre murió, su medio-hermano Aenys ascendió al trono; reconociendo que Maegor era mucho mejor guerrero que él, le obsequió con la espada Fuegoscuro de Aegon.
Gracias a su gran labor subyugando a los reyezuelos que se oponían al reinado de Aenys, este lo nombró Mano del rey, sin embargo, no duró mucho en el cargo, pues el rey lo exilió cuando Maegor decidió tomar una segunda esposa, pues la primera no había sido capaz de proporcionarle hijos. Maegor marchó a la ciudad libre de Pentos y no regresó a Poniente hasta la muerte de Aenys, convocado por su madre Visenya. Maegor fue coronado en Rocadragón y rápidamente se encargó de despachar a aquellos que cuestionaron su trono al afirmar que debía pasar al hijo mayor de Aenys.
Desde el reinado de su medio-hermano el reino sufría el problema de la rebelión de la Fe de los Siete. Maegor desató una política brutal, eliminando a todo Hijo del Guerrero y septón que se cruzó en su camino. Pese a ganar varias batallas contra ellos y a sus medidas extremas, lo cierto es que la rebelión no acabó y se mantuvo activa de manera subrepticia. Fue entonces cuando comenzó a ganarse el apelativo de «El Cruel». La Fe no fue la única oposición, Aegon, el hijo mayor de Aenys, se levantó en abierta rebelión contra su tío apoyado por diversos señores. El levantamiento no duró mucho, cuando Maegor y Balerion acabaron con el muchacho y su dragón Azogue.
En la obra, Maegor se hizo conocido por la gran cantidad de esposas que tomó. Su primera esposa, Ceryse Hightower, fue incapaz de darle hijos, de manera que pronto la repudió y tomó una segunda, Alys Harroway. Ya como rey y, después de que ninguna le proporcionara un heredero, Maegor también tomó como esposa a Tyanna, la que había sido su amante en el exilio y su Consejera de los Rumores. Años después, decidió tomar tres esposas al mismo tiempo: Rhaena Targaryen, Elinor Costayne y Jeyne Westerling. Para su desgracia, ninguna de ellas llegó a proporcionarle nunca un heredero; tres de sus esposas morirían a sus manos.
Para el año 48 d. C, los reinos no toleraban más el gobierno de Maegor y muchos grandes señores decidieron apoyar a Jaehaerys, otro de los hijos de Aenys. Tras convocar a los escasos señores que aún le eran leales y darse cuenta de que no contaba con apoyos, Maegor fue encontrado muerto sentado en el Trono de Hierro; su causa de la muerte es una especulación dentro de la saga.

### Jaehaerys I Targaryen
Jaehaerys I, conocido también como «Jaehaerys el Conciliador», fue el rey más longevo de la dinastía Targaryen, entre el año 48 y el 103 DC. Fue hijo del rey Aenys I, llegando al trono tras la usurpación de su tío Maegor el Cruel.
Durante el reinado de Maegor, Jaehaerys permaneció como rehén de la reina viuda Visenya, si bien a su muerte, su madre Alyssa consiguió refugiarles a él y a su hermana Alysanne en Bastión de Tormentas. A los pocos años, el lord de la Casa Baratheon apoyó a Jaehaerys, sumándosele otro gran número de casas. Maegor fue hallado muerto en el Trono de Hierro, y Jaehaerys fue coronado como Rey de los Siete Reinos; debido a su minoría de edad, su madre Alyssa ejerció la Regencia.
Su primera labor fue firmar la paz con la Fe de los Siete, en abierta rebelión desde el reinado de Aenys. Jaehaerys aceptó que la Corona protegería a la Fe, otorgando amnistías a todos aquellos que se levantaron contra el Trono de Hierro; a cambio, la Fe transigiría con los matrimonios endogámicos tradicionales de los Targaryen y bendeciría su reinado. Sobre este respecto, Jaehaerys contrajo matrimonio con su hermana Alysanne, con quien era muy cercano ya desde su niñez, en una ceremonia secreta en Rocadragón. Jaehaerys y su esposa pasaron los restantes años de su minoría de edad en Rocadragón, mientras su madre y Lord Rogar Baratheon, la Mano del Rey, ostentaban el poder.
Los Siete Reinos gozaron de su mayor época de prosperidad gracias a las labores de gobierno de Jaehaerys y Alysanne. Se codificaron nuevas leyes, se prohibió por iniciativa de Alysanne la tradición de la Primera Noche y se entregaron nuevas tierras y fondos a la Guardia de la Noche para mejorar su eficiencia. Durante su reinado se produjo también la terrible epidemia de los Escalofríos, la cual se llevó las vidas de incontables personas, incluyendo grandes señores y caballeros, y la primogénita de los reyes. Para mejorar las comunicaciones se realizaron los Caminos Reales, los cuales transcurrían por todos los Siete Reinos —excepto Dorne— y convergían en Desembarco del Rey.
Junto a Alysanne, Jaehaerys tuvo hasta trece hijos e hijas, si bien casi ninguno sobrevivió a su padre. El rey tuvo que convocar hasta dos Grandes Consejos para decidir a su sucesor, después de que dos de sus hijos designados para serlo, Aemon y Baelon, fallecieran. Finalmente fue escogido Viserys, nieto del rey e hijo del difunto Baelon.
En sus últimos años de reinado, la salud mental y física de Jaehaerys estaba muy deteriorada. La muerte de la mayoría de sus retoños y la de su esposa Alysanne provocaron que el rey quedara tendido en su cama la mayor parte del tiempo. Aquejado de demencia, Jaehaerys el Conciliador fallece en el año 103 d. C, siendo llorado en todos los rincones de Poniente, incluyendo Dorne, y siendo reconocido como uno de los más sabios reyes que poseyeran los Siete Reinos.

### Viserys I Targaryen
El reinado de Viserys I Targaryen marcó el apogeo del poder de la Casa Targaryen en Poniente. Bajo su mandato, la dinastía nunca había sido tan fuerte, con numerosos miembros de sangre valyria y una cantidad significativa de dragones. Sin embargo, su indecisión en cuestiones sucesorias fue el detonante de la guerra civil conocida como la Danza de los Dragones, que fracturó la estabilidad del reino y puso en entredicho su legado.

### Sucesión y Legitimidad: El Error de Viserys
Viserys fue proclamado heredero al trono por el Gran Consejo de 101 d. C., un evento crucial que reforzó la primacía de la sucesión masculina dentro de la Casa Targaryen. A pesar de este precedente, cuando no logró concebir un hijo varón con su primera esposa, decidió nombrar heredera a su hija Rhaenyra, desafiando la tradición que él mismo había beneficiado. Posteriormente, cuando tuvo hijos varones con su segunda esposa, Alicent Hightower, Viserys se negó a revisar su decisión, ignorando el derecho de primogenitura de Aegon II, su primer hijo varón.
Esta decisión no solo contradecía el precedente del Gran Consejo, sino que también creó una profunda división entre aquellos que defendían la continuidad de la sucesión masculina y quienes apoyaban la proclamación de Rhaenyra. La insistencia de Viserys en sostener su elección sin garantizar un consenso entre los nobles fue un error político que sembró la semilla del conflicto.

### El Derecho de Aegon II al Trono
Cuando Viserys murió en el año 129 d. C., el reino se encontró en una crisis de sucesión. Mientras que Rhaenyra tenía partidarios, Aegon II contaba con un argumento más fuerte desde el punto de vista de la tradición. La historia de la Casa Targaryen había favorecido siempre la línea masculina, y el propio ascenso de Viserys al trono fue resultado de la preferencia de los nobles por un hombre sobre una mujer.
El Consejo Privado, consciente del peligro de dividir el reino, decidió proclamar a Aegon II como rey. Esta acción no fue un simple golpe de Estado, sino una afirmación de la costumbre sucesoria de la dinastía. Si bien Rhaenyra había sido nombrada heredera, la existencia de un hijo varón de Viserys hacía que su reclamo fuera más débil en términos de legitimidad dinástica.

### La Herencia de un Reino Roto
El mayor fallo de Viserys fue no preparar al reino para una transición pacífica. Su indecisión y su negativa a abordar abiertamente el problema sucesorio hicieron inevitable el conflicto. Aegon II tuvo que luchar por un derecho que, de haber sido reafirmado en vida por su padre, jamás habría sido cuestionado.
Viserys fue un rey pacífico y próspero, pero su legado fue la guerra. Aunque gobernó en tiempos de esplendor, su falta de previsión llevó a la ruina a la Casa Targaryen, enfrentando a sus herederos en una lucha que diezmó a su familia y debilitó su dinastía.

### Aegon II Targaryen: El Rey durante la Danza de Dragones
Aegon II Targaryen fue el sexto monarca Targaryen en sentarse en el Trono de Hierro, gobernando durante uno de los periodos más tumultuosos de la historia de Poniente: la Danza de los Dragones. Su reinado estuvo marcado por la guerra civil contra su medio-hermana Rhaenyra Targaryen, un conflicto que dividió el reino en facciones enfrentadas, conocidas como los Verdes y los Negros.

### Ascenso al Trono
Nacido del rey Viserys I y su segunda esposa, la reina Alicent Hightower, Aegon era el primer hijo varón del monarca, lo que muchos consideraban su derecho natural al trono. Sin embargo, su padre había nombrado a Rhaenyra como heredera, lo que generó una crisis sucesoria tras la muerte de Viserys I. Ante esta incertidumbre, el Consejo Verde, liderado por Ser Otto Hightower y la propia reina viuda, coronó a Aegon en Desembarco del Rey, convirtiéndolo en el legítimo soberano de los Siete Reinos.
A pesar de sus dudas iniciales, Aegon aceptó la corona al comprender el peligro que su hermana representaba para él y su linaje. En su coronación, montado en su dragón Fuegosolar, Aegon II fue presentado al pueblo con el esplendor digno de un monarca fuerte y decidido.

### La Guerra de Sucesión
El reinado de Aegon II estuvo marcado por la lucha contra las fuerzas de Rhaenyra, quien fue coronada en Rocadragón y reclamó su derecho al Trono de Hierro. Durante la guerra, Aegon demostró su fortaleza y determinación, manteniendo el control de Desembarco del Rey y obteniendo el respaldo de poderosas casas como los Hightower, Lannister y Baratheon.
A pesar de sufrir graves heridas en combate contra Rhaenys Targaryen y su dragón Meleys, Aegon sobrevivió gracias a su férrea voluntad. Aunque debilitado físicamente, su espíritu permaneció inquebrantable, y su liderazgo se sostuvo incluso cuando su hermano Aemond asumió la regencia en su nombre.
Cuando Rhaenyra logró tomar la capital, Aegon evitó la captura y se refugió en Rocadragón. En una jugada maestra, logró recuperar la fortaleza y eliminó a los partidarios de su hermana, consolidando aún más su posición como el legítimo rey. En un acto que simbolizó el fin de la disputa, Aegon confrontó a Rhaenyra en Rocadragón y la condenó a muerte, entregándola a su dragón Fuegosolar y asegurando así su supremacía.

### Últimos Días y Legado
La victoria no vino sin un alto costo. Aegon II, ya debilitado, enfrentó una última batalla contra Baela Targaryen, donde quedó gravemente herido e incapaz de volver a montar a su dragón. Sin embargo, su reinado se reafirmó cuando sus aliados restauraron el orden en Desembarco del Rey y lo devolvieron al Trono de Hierro.
A pesar de su estado físico deteriorado, Aegon II permaneció firme en su derecho al trono, demostrando que era un monarca de voluntad férrea. No obstante, sus enemigos no cesaron en su lucha, y finalmente, fue encontrado muerto en circunstancias sospechosas, probablemente envenenado.
Aegon II Targaryen dejó un legado de determinación, resistencia y lucha por el poder. Su reinado, aunque breve y marcado por la guerra, demostró su capacidad para aferrarse al trono y defender su legitimidad contra viento y marea. Su historia es la de un monarca que, pese a las adversidades, se impuso como el verdadero Rey de los Siete Reinos.

### Aegon III Targaryen
Aegon III Targaryen ascendió al trono no por ser hijo de la princesa Rhaenyra, sino como heredero de su tío Aegon II. Tras el brutal conflicto de la Danza de los Dragones, en el que ambos bandos sufrieron enormes pérdidas, la estabilidad del reino se convirtió en la prioridad principal. Aegon II, último monarca legítimo antes del fin de la guerra, murió envenenado por sus propios consejeros cuando la guerra ya no podía sostenerse. Ante la ausencia de otro heredero directo, su sobrino Aegon, hijo de Daemon y Rhaenyra, fue reconocido como el nuevo rey.
Aegon experimentó su niñez durante el transcurso de la Danza de los Dragones, acontecimiento que le marcaría de por vida cuando observó a su madre siendo devorada por el dragón de Aegon II. Los rumores afirmaron que fue a partir de entonces cuando Aegon desarrolló su temor y su odio por estas criaturas, culpabilizándole algunos de su desaparición.
Tras la muerte de su padre y de su medio-tío, el joven Aegon ascendió al trono como manera de poner fin al conflicto que había devastado Poniente. Debido a su minoría de edad, gobernaría un Consejo de Regencia integrado por algunos de los más prominentes nobles de Poniente y liderado por Lord Unwin Peake, la Mano del Rey. Por esta época, Aegon contrajo matrimonio con Daenaera Velaryon. También presenció el retorno de su hermano Viserys, al cual se le creía muerto desde la Danza de los Dragones. Su matrimonio fue prolífico, teniendo dos hijos y tres hijas.
El período de Regencia finalizó oficialmente cuando Aegon llegó a su mayoría de edad; junto a su hermano despachó a los Regentes y a la Mano del Rey y asumió el gobierno. Si bien él y su hermano, a quien nombró Mano del Rey, gobernaron exitosamente los reinos durante 25 años, su carácter frío y melancólico le hicieron impopular ante su pueblo, de quien nunca quiso ganarse su afecto. Su fama se oscureció por producirse durante su reinado la muerte del último dragón, que al parecer resultó ser una criatura raquítica y atrofiada que apenas vivió unos meses; los intentos de Aegon y de su hermano de eclosionar huevos de dragón fueron infructuosos. Aegon falleció a una edad relativamente temprana, a los 37 años, de tuberculosis.

### Daeron I Targaryen
El rey Daeron I Targaryen, apodado el Joven Dragón, fue el hijo mayor del rey Aegon III Targaryen y la reina Daenaera Velaryon. Fue Rey de los Siete Reinos entre 157 y 161 d. C. Ascendió al trono a la edad de catorce años y fue famoso por conquistar Dorne.

### Baelor I Targaryen
El rey Baelor I Targaryen, apodado el Santo y el Bienamado, fue hijo del rey Aegon III Targaryen y la reina Daenaera Velaryon. Fue Rey de los Siete Reinos entre el 161 y 171 d. C. Conocido por su gran religiosidad, Baelor era septón además de rey. Sucedió a su hermano Daeron I y fue sucedido por su tío Viserys II. En el Gran Septo de Baelor, construido durante su reinado, hay una estatua de él.

### Viserys II Targaryen
El rey Viserys II Targaryen fue el hijo menor de la princesa Rhaenyra Targaryen y su segundo esposo, el príncipe Daemon Targaryen. Fue Rey de los Siete Reinos desde 171 d. C., tras la muerte de su sobrino Baelor I, hasta su propia muerte un año después.

### Aegon IV Targaryen
El rey Aegon IV Targaryen, apodado el Indigno, fue el hijo mayor del rey Viserys II Targaryen y Lady Larra Rogare. Tuvo dos hermanos, Aemon y Naerys, con quien se casó. Fue Rey de los Siete Reinos entre 172 y 184 d. C. y es recordado como uno de los peores reyes de la historia. Fue padre de muchos bastardos, legitimando a varios de ellos antes de morir.

### Daeron II Targaryen
El rey Daeron II Targaryen, apodado el Bueno, fue el hijo mayor del rey Aegon IV Targaryen y su hermana esposa, la reina Naerys Targaryen. Fue Rey de los Siete Reinos entre 184 y 209 d. C.
Bajo su reinado tuvo lugar una guerra civil, denominada la Rebelión Fuegoscuro, en la cual su medio hermano bastardo Daemon Fuegoscuro reclamó su derecho al Trono de Hierro. Esta rebelión concluyó con la victoria de Daeron II. 

### Aerys I Targaryen
El rey Aerys I Targaryen fue Rey de los Siete Reinos entre 209 y 221 d. C. Fue el segundo hijo del rey Daeron II Targaryen y la reina Myriah Martell. 

### Maekar I Targaryen
El rey Maekar I Targaryen fue el cuarto hijo del rey Daeron II Targaryen y la reina Myriah Martell. Fue nombrado Príncipe de Refugio Estival. Tras una serie de muertes inesperadas en la familia real, Maekar se convirtió en Rey de los Siete Reinos en 221 d. C., reinando hasta su muerte en batalla en 233 d. C.

### Aegon V Targaryen
El rey Aegon V Targaryen, apodado Aegon el Improbable, fue el cuarto hijo del rey Maekar I Targaryen y Lady Dyanna Dayne. Fue Rey de los Siete Reinos entre 233 y 259 d. C.. Se convirtió en rey después de que el Gran Consejo pasara por alto varios candidatos que estaban antes en la línea sucesoria, y después de que su hermano mayor Aemon rechazara el trono. Fue apodado el Improbable debido a que fue rey siendo el cuarto hijo de un cuarto hijo.

### Jaehaerys II Targaryen
El rey Jaehaerys II Targaryen fue Rey de los Siete Reinos entre 259 y 262 d. C. Fue el segundo hijo del rey Aegon V Targaryen y la reina Betha Blackwood. 

### Aerys II Targaryen
El rey Aerys II Targaryen, apodado el Rey Loco y el Rey Costra, fue Rey de los Siete Reinos entre 262 y 283 d. C., siendo el último Targaryen en sentarse en el Trono de Hierro.

### Los consortes
- Visenya: hermana-esposa de Aegon el Conquistador, montaba al dragón Vhagar. Portadora de la espada Hermana oscura, fue una reconocida guerrera. Fue la madre del rey Maegor el Cruel, muriendo durante su reinado.

- Rhaenys: hermana-esposa de Aegon el Conquistador, montaba al dragón Meraxes. Murió el año 10 DC mientras combatía en la invasión de Dorne. Sus descendientes formaron la dinastía Targaryen.

- Alyssa Velaryon: esposa del rey Aenys I, le dio cinco hijos: Rhaena, Aegon, Viserys, Jaehaerys y Alysanne. Fue Regente de su hijo Jaehaerys I y se volvió a casar con Rogar Baratheon.

- Ceryse Hightower: primera esposa del rey Maegor el Cruel, su matrimonio fue infeliz. Falleció de una enfermedad.

- Alys Harroway: segunda esposa del rey Maegor el Cruel. Tras dar a luz a un bebé deforme, el rey Maegor ordenó su muerte junto a la de toda su familia.

- Tyanna: tercera esposa del rey Maegor el Cruel, fue también su Consejera de los Rumores. Maegor la mató personalmente después de saber que había envenenado a todas sus esposas para evitar que le dieran hijos.

- Rhaena: hija mayor del rey Aenys I. Se casó con su hermano Aegon y luego con su tío Maegor el Cruel. Montaba al dragón Sueñafuego.

- Elinor Costayne: esposa del rey Maegor el Cruel, fue una de las dos que le sobrevivieron.

- Jeyne Westerling: esposa del rey Maegor el Cruel, falleció tras dar a luz a un bebé deforme.

- Alysanne  la Bondadosa: hija del rey Aenys I, fue hermana-esposa de Jaehaerys el Conciliador. Convenció a su esposo de abolir el privilegio de la Primera Noche y fue responsable de que se cedieran nuevos territorios a la Guardia de la Noche. Montaba al dragón Ala de plata.
- Aemma Arryn: hija de la princesa Daella Targaryen, fue prima-esposa del rey Viserys I, le dio siete hijos de los cuales solo una sobrevivió: Rhaenyra (la única hija sobreviviente), Baelon (muerto pocas horas después de su nacimiento), un bebe muerto en la cuna, dos fetos muertos y dos embarazos que no llegaron a terminó. Murió dando a luz a su hijo Baelon, quien la siguió.
- Alicent Hightower: hija de la Mano del Rey, Otto Hightower, segunda esposa del rey Viserys I, le dio cuatro hijos: Aegon, Helaena, Aemond y Daeron.

- Helaena: hija del rey Viserys I con su segunda esposa, se casó con su hermano el rey Aegon II, le dio tres hijos: Jaehaerys y Jaehaera (mellizos) y Maelor. Cayó en la locura tras ver cómo era asesinado uno de sus hijos. Su suicidio causó la sublevación de la población de Desembarco del Rey.

- Jaehaera: hija del rey Aegon II, se casó con Aegon III, su primo. Falleció empalada en el foso del Torreón de Maegor. Considerado un suicidio, algunos afirmaron que su muerte fue instigada por la Mano del Rey, Unwin Peake.

- Daenaera Velaryon: hija de Daeron Velaryon, segunda esposa del rey Aegon III, tuvieron cinco hijos: Daeron, Baelor, Daena, Rhaena y Elaena.

- Daena la Rebelde: hija mayor del rey Aegon III, Daena se casó con su hermano Baelor y este la confinó en la Bóveda de las Doncellas. Fue amante de su primo, el futuro rey Aegon IV, con el que tuvo a Daemon Fuegoscuro.

- Naerys: hija del rey Viserys II, tuvo un infeliz matrimonio con su hermano, el rey Aegon IV el Indigno. Rumores afirmaban que fue amante de su hermano Aemon, Lord Comandante de la Guardia Real. Fue la madre del rey Daeron II.

- Mariah Martell: princesa de Dorne y esposa del rey Daeron II, su matrimonio significó la unión de Dorne al Trono de Hierro. Tuvo cuatro hijos con el rey: Baelor, Aerys, Maekar y Rhaegel.

- Aelinor Penrose: esposa del rey Aerys I, se rumoreó que el rey nunca consumó el matrimonio.

- Betha Blackwood: esposa del rey Aegon V el Improbable, su matrimonio causó un escándalo debido a la «baja cuna» de ella. Tuvieron cinco hijos: Duncan, Jaehaerys, Shaera, Daeron y Rhaelle.

- Shaera: hija del rey Aegon V y hermana-esposa del rey Jaehaerys II.

- Rhaella: hija del rey Jaehaerys II y hermana-esposa del rey Aerys II. Fue la última reina de la dinastía Targaryen. Falleció dando a luz a Daenerys Targaryen.

### Miembros destacados
- Aenar el Exiliado: noble de Valyria y cabeza de la Casa Targaryen que llevó a su familia a Rocadragón después de que su hija tuviera visiones proféticas sobre la Maldición de Valyria.

- Daenys la Soñadora: hija de Aenar Targaryen, tuvo visiones proféticas sobre la Maldición de Valyria, por lo que su familia se trasladó a Rocadragón. Sus visiones fueron plasmadas en el libro Señales y Portentos.

- Aerion: padre de Aegon el Conquistador, Visenya y Rhaenys, y probablemente, de Orys Baratheon.

- Aegon el Incoronado: hijo mayor del rey Aenys, le fue usurpado el trono por su tío Maegor. Montaba al dragón de su padre, Azogue. Falleció en la Batalla del Ojo de Dioses a manos de su tío y Balerion.

- Aerea: hija de Aegon y Rhaena. El rey Maegor el Cruel la declaró su heredera. Montó a Balerion después de Maegor y falleció tras un viaje a Valyria, donde contrajo una terrible enfermedad.

- Viserys (hijo de Aenys I): Segundo hijo del rey Aenys, Maegor el Cruel lo tomó como rehén. Tras la traición de su madre, Maegor ordenó que fuera torturado y ejecutado, con la esperanza de que su madre volviera a reclamar su cuerpo.

- Aemon (hijo de Jaehaerys I): Segundo hijo del rey Jaehaerys el Conciliador y primero que sobrevivió a la infancia, fue el sucesor de su padre hasta su muerte. Se casó con una Baratheon.

- Alyssa: Cuarta hija del rey Jaehaerys el Conciliador, fue esposa de su hermano Baelon, con quien tuvo tres hijos incluyendo al futuro rey Viserys I.

- Baelon el Valiente: Tercer hijo vivo del rey Jaehaerys el Conciliador, fue heredero de su padre hasta su muerte, tras la cual se celebró un Gran Consejo para decidir a su sucesor.

- Vaegon el Sindragón: Séptimo hijo del rey Jaehaerys el Conciliador, fue Archimaestre en la Ciudadela.

- Maegelle: Octava hija del rey Jaehaerys el Conciliador, fue septa de la Fe de los Siete. Falleció por una psoriagrís que contrajo de un enfermo.

- Viserra: Décima hija del rey Jaehaerys el Conciliador, era conocida por su carácter rebelde y falleció cuando cayó ebria de su caballo.

- Saera: Decimosegunda hija del rey Jaehaerys el Conciliador, huyó al otro lado del Mar Angosto para evitar convertirse en septa. Fundó una casa de placer en la ciudad de Lys.

- Gael: Decimotercera y última hija del rey Jaehaerys el Conciliador, apodada Hija del Invierno. De carácter dulce e ingenuo, se suicidó después de ser embarazada y abandonada por un bardo.

- Rhaenys la Reina que Nunca Fue: Hija de Aemon y nieta del rey Jaehaerys, fue considerada dos veces para heredar el Trono de Hierro, pero en ambas fue rechazada. Apoyó a Rhaenyra en la Danza de los Dragones, falleciendo durante el conflicto. Montaba al dragón Meleys.
- Daemon (Hermano de Viserys I):Hijo de Baelon y Hermano de Viserys con su Primera esposa Rhea Royce no tuvo una buena relación Esta muriendo en un accidente en su Caballo su Segunda Esposa Laena Velaryon Tuvo a Baela y Rhaena, Laena Muriendo quemada por su Dragón Vhagar luego de un Difícil Parto, Con su Tercera Esposa la Princesa Rhaenyra Targaryen Tuvo al Rey Aegon III y Viserys II. Fue uno de los Mayores generales en la Danza de los Dragones Siendo el Mismo el que mató a Aemond el Tuerto, Daemon Montando a su Dragón Caraxes, La leyenda cuenta que El príncipe Daemon subió muy alto sobre Harrenhall, mientras el Amante de Aemond Alysse Ríos veía, Daemon se fue en picada atacando a Vhagar el Dragón de Aemond Abriéndole en Fuente el Estómago Mientras el Príncipe Daemon Saltaba de su Dragón con su Espada Hermana Oscura Atravesando su Cabeza tanto que cuando se encontró el Cadáver de Aemond La espada estaba aún Saliendo por el Cerebro Muriendo en el 131 D.C.

- Rhaena (hija de Daemon): Hija de Daemon y hermana gemela de Baela, también fue conocida como Rhaena de Pentos. Su huevo de dragón nunca llegó a eclosionar.

- Baela: Hija de Daemon y hermana gemela de Rhaena. Montaba a la dragona Danzarina Lunar.

- Aemond el Tuerto: Hijo del rey Viserys I con su segunda esposa, apoyó a su hermano Aegon en la Danza de los Dragones. Falleció combatiendo durante el conflicto. Montaba al dragón Vhagar.

- Daeron el Audaz: Tercer hijo del rey Viserys I con su segunda esposa, montaba al dragón Tessarion. Falleció combatiendo en la Danza de los Dragones.

- Jaehaerys: Primogénito de Aegon II y de la reina Helaena. Hermano mellizo de Jaehaera. Falleció en la Danza de los Dragones asesinado a manos de dos sicarios, conocidos como Sangre y Queso, enviados por Daemon Targaryen.

- Maelor: Segundo hijo de Aegon II y de la reina Helaena Targaryen. Falleció en la Danza de los Dragones cuando la multitud de Puenteamargo lo descuartizó.

- Rhaena: Segunda hija del rey Aegon III y de la reina Daenera Velaryon, Rhaena fue confinada por su hermano Baelor en la Bóveda de las Doncellas. Piadosa y femenina, se convirtió en septa.

- Elaena: Hija menor del rey Aegon III y de la reina Daenera Velaryon, fue confinada por su hermano Baelor en la Bóveda de las Doncellas. Tuvo tres esposos y siete hijos. Murió con 70 años.

- Aemon el Caballero Dragón: Hermano del rey Aegon IV el Indigno, fue Lord Comandante de la Guardia Real y dio su vida por salvar a su hermano al frustrar un magnicidio. Fue considerado uno de los mejores guerreros de todos los tiempos.

- Daenerys (hija de Aegon IV): Hija del rey Aegon IV y de la reina Naerys Targaryen. Contrajo matrimonio con el príncipe Maron Martell de Dorne. Se dice que su amor prohibido por Daemon Fuegoscuro provocó la Rebelión Fuegoscuro.

- Daemon Fuegoscuro: Hijo bastardo legitimado del rey Aegon IV el Indigno con su prima Daena. Se rebeló contra el rey Daeron II en la llamada Rebelión Fuegoscuro donde reclamó el Trono de Hierro. Falleció durante la Batalla del Campo de Hierbarroja.

- Aegor Ríos: Hijo bastardo legitimado del rey Aegon IV con Lady Barba Braken. Fue partidario de Daemon Fuegoscuro y se autoexilió tras la muerte de este. Fundaría la Compañía Dorada y apoyó las sucesivas Rebeliones Fuegoscuro.

- Brynden Ríos: Hijo bastardo legitimado del rey Aegon IV con Lady Melissa Blackwood. Fue Mano del Rey de Aerys I y Maekar I. Fue condenado por el rey Aegon V a la Guardia de la Noche, donde se convirtió en Lord Comandante.

- Shiera Estrellademar: Hija bastarda legitimada del rey Aegon IV con Lady Serenei de Lys. Fue conocida por su extravagante belleza y su misteriosa personalidad.

- Baelor Rompelanzas: Hijo mayor del rey Daeron II, fue heredero de su padre y Mano del Rey hasta su muerte durante un Juicio de Siete.

- Valarr el Joven Príncipe: Hijo mayor del príncipe Baelor Rompelanzas, fue heredero al trono tras la muerte de su padre y Mano del Rey. Falleció durante la Gran Epidemia Primaveral.

- Matarys el Aún más Joven: Segundo hijo de Baelor Rompelanzas, falleció en la Gran Epidemia Primaveral.

- Rhaegel: Tercer hijo del rey Daeron II, era conocido por ser disminuido mental.

- Aelor: Hijo del príncipe Rhaegel, se casó con su hermana gemela Aelora. Fue nombrado heredero del rey Aerys I. Falleció en un escatológico incidente a manos de su propia esposa.

- Aelora: Hija del príncipe Rhaegel, se casó con su hermano gemelo Aelor. Aelora asesinó a su hermano-esposo en un escatológico incidente y después se suicidó.

- Daeron el Borracho: Hijo mayor del rey Maekar I, era conocido por su afición a la bebida. Falleció debido a una enfermedad que le contrajo una prostituta.

- Vaella la Simple: Hija del príncipe Daeron el Borracho con Kiera de Tyrosh, era mentalmente retrasada.

- Aerion Llamabrillante: Segundo hijo del rey Maekar I, fue exiliado por su padre tras perder un Juicio de Siete, aunque posteriormente regresó. Falleció al beber una copa de fuego valyrio creyendo que se transformaría en dragón.

- Maegor: Hijo de Aerion Llamabrillante con su prima Daenora. Fue excluido de la sucesión en el Gran Consejo al creer que pudiera haber heredado la inestabilidad mental de su padre.

- Rhae: Hija de Maekar I. Intentó seducir a su hermano Aegon V con una poción de amor.

- Daella: Hija de Maekar I. Estuvo comprometida con su hermano Aegon V.

- Duncan: Hijo mayor del rey Aegon V, su nombre le fue puesto en honor a Duncan el Alto. Fue heredero de su padre, muriendo junto a este y a Ser Duncan el Alto en la Tragedia de Refugio Estival.

- Daeron (hijo de Aegon V): Tercer hijo del rey Aegon V, fue un renombrado guerrero de su tiempo. Falleció mientras combatía una rebelión.

- Rhaelle: Hija de Aegon V y la reina Betha Blackwood. Se casó con Lord Ormund Baratheon y tuvo un hijo, Steffon Baratheon. Fue abuela del rey Robert Baratheon, y de Stannis y Renly.

- Rhaenys (hija de Rhaegar): Primera y única hija del príncipe Rhaegar, fue asesinada durante el Saqueo de Desembarco del Rey a manos de un hombre de Tywin Lannister. Tuvo un hermano menor, Aegon Targaryen.

### Dragones
- Ala de Plata: Montado por la princesa Alysanne, esposa del rey Jaehaerys el Conciliador, y posteriormente por Ulf el Blanco. Fue uno de los que sobrevivió a la Danza de los Dragones, haciéndose salvaje.

- Aurora: Dragón de Rhaena Targaryen, hija de Daemon Targaryen, no llegó a combatir en la Danza debido a que era muy joven. Sobrevivió a la guerra y murió durante el reinado de Aegon III Veneno de Dragón.

- Arrax: Dragón del príncipe Lucerys Velaryon, hijo de Rhaenyra Targaryen. Falleció junto a su jinete a manos del príncipe Aemond Ojo-Único y su dragón Vhagar.

- Azogue: Dragón del rey Aenys I Targaryen, fue montado después por su hijo Aegon. Falleció junto al propio Aegon a manos del rey Maegor el Cruel y su dragón Balerion en la Batalla del Ojo de Dioses.

- Balerion el Terror Negro: El más grande de los dragones durante la Guerra de la Conquista, fue montado por el propio Aegon el Conquistador. Fue montado después por Maegor el Cruel, Aerea Targaryen y Viserys I. Murió durante el reinado de Jaehaerys el Conciliador.

- Bruma: Dragón de Laenor Velaryon y después del bastardo Addam Mares, más conocido como Addam Velaryon. Falleció junto a su jinete en la Segunda Batalla de Ladera.

- Caníbal: Un dragón salvaje que jamás llegó a ser montado. Se afirmaba que su guarida estaba llena de huesos y restos de los desgraciados que habían intentado montarlo. Habitaba en Rocadragón.

- Caraxes el Güiverno Sanguinario: Dragón de Daemon Targaryen, se decía que era formidable y temible. Falleció junto a su jinete en la Danza sobre Harrenhal en su lucha contra Vhagar.

- Danzarina Lunar: Dragón de Baela Targaryen, hija de Daemon Targaryen. Pese a su pequeño tamaño, combatió contra Fuegosol y Aegon II, pero murió a manos de este cuando fue devorada.

- Drogon: Dragón de Daenerys Targaryen y también su montura. Nombrado en memoria de Khal Drogo.

- Fantasma Gris: Un dragón salvaje que habitaba en Rocadragón. No llegó a ser montado y al parecer murió devorado por Fuegosol, el dragón de Aegon II.

- Dreamfyre : Dragón de Rhaena Targaryen, hija del rey Aenys I, fue montado también por la reina Helaena Targaryen, esposa de Aegon II. Falleció en el derrumbe de Pozo Dragón.

- Sunfyre el Dorado: Dragón del rey Aegon II Targaryen, tenía escamas doradas. Tras varias batallas durante la Danza de los Dragones no pudo volver a volar y murió en el año 130 DC.

- Ladrón de Ovejas: Un dragón salvaje que recibió su nombre por su gusto por el cordero. Fue domado por una mujer llamada Ortigas. Durante la Danza huyó junto a su jinete y nunca volvió a ser visto.

- Meleys la Reina Roja: Dragón de la princesa Rhaenys Targaryen, nieta del rey Jaehaerys el Conciliador. Falleció junto a su jinete en la Batalla de Reposo del Grajo, a manos de los dragones Vhagar y Fuegosol.

- Meraxes: Dragón que participó en la Guerra de la Conquista, fue montado por Rhaenys Targaryen, esposa de Aegon el Conquistador. Falleció en Dorne junto a Rhaenys, abatido por las saetas de un escorpión.

- Morghul: Dragón vinculado a la princesa Jaehaera Targaryen, hija de Aegon II. Falleció a manos de la multitud de Desembarco del Rey durante el asalto a Pozo Dragón.

- Rhaegal: Dragón de Daenerys Targaryen. Nombrado en memoria de Rhaegar Targaryen. Montado por Jon Snow quien lo reconoció como un Targaryen. En la adaptación televisiva falleció por ataque de flechas en desembarco del rey por Euron Greyjoy y Cersei Lannister.

- Shrykos: Un dragón vinculado al príncipe Jaehaerys, primogénito de Aegon II. Murió en Pozo Dragón a manos de la multitud de Desembarco del Rey.

- Syrax: Dragón de la Princesa Rhaenyra Targaryen, era formidable pero sobrealimentado. El príncipe Joffrey Velaryon murió al caer de su lomo debido a que no lo aceptó como jinete. Falleció durante el derrumbe de Pozo Dragón.

- Tempestad: Dragón del rey Aegon III durante su juventud. Pudo llevar a Aegon hasta Rocadragón cuando la flota que lo transportaba fue atacada, sin embargo, murió debido a la saeta de un escorpión.

- Tessarion la Reina Azul: Dragón del príncipe Daeron Targaryen, hijo de Viserys I. Grande, aunque joven y liviana, tras la muerte del príncipe Daeron falleció en la Segunda Batalla de Ladera.

- Tyraxes: Dragón del príncipe Joffrey Velaryon, hijo de Rhaenyra Targaryen. No llegó a luchar durante la Danza y murió en Pozo Dragón durante la Revuelta.

- Vermax: Dragón del príncipe Jacaerys Velaryon. Falleció en la Batalla del Gaznate junto a su jinete tras caer al mar y ser asaetado hasta la muerte.

- Vermithor la Furia de Bronce: Dragón del rey Jaehaerys I el Conciliador, durante la Danza fue el segundo dragón más grande y más anciano. Fue montado por el bastardo  Hugh Martillo. Tras la muerte de su jinete, falleció en la Segunda Batalla de Ladera.

- Vhagar: Dragón que participó en la Guerra de la Conquista. Fue montado por Visenya Targaryen,Baelon Targaryen, Laena Velaryon y el príncipe Aemond Ojo-Único. Durante la Danza de dragones fue el dragón más grande y anciano. Murió en la Danza sobre Harrenhal.

- Viserion: Dragón de Daenerys Targaryen. Nombrado en memoria de Viserys Targaryen. En Game of Thrones (2011-2019), falleció por una flecha de hielo del Rey de la Noche, quien más adelante fue su jinete después de muerto y lo usó para atacar Invernalia.